# Partit Nacional Britànic
Partit Nacional Britànic (British National Party, BNP) és un partit polític ultra-nacionalista britànic fundat el 1982. Actualment té 8 consellers i regidors locals. No té representació a Westminster (0,7% a les eleccions de 2005); a les eleccions a l'Assemblea Nacional de Gal·les de 2007 tampoc va obtenir representació, tot i obtenir el 4,3% dels vots. Richard Barnbrook va ser representant a l'Assemblea de Gran Londres el 2008 i va obtenir el 5,23% dels vots com a candidat a alcalde. Barnbrook posteriorment va renunciar al partit i ara és un regidor independent.

## Ideologia
Segons els seus estatuts, el BNP està "dedicat a aturar i revertir les onades migratòries de no blancs així com restituir, a través de canvis legislatius, negociació i consens la composició majoritàriament blanca de la població Britànica que existia a la Gran Bretanya abans de 1948." El partit també proposa, "incentius ferms, però voluntaris per a immigrants i llurs descendents perquè retornin a la seva terra d'origen." 
Defensa la derogació de la legislació anti-discriminatòria, i restringeix la militància del partit a persones dels "grups ètnics indígenes de les illes britàniques: anglesos, escocesos, gal·lesos i irlandesos." El partit també accepta immigrants blancs que estan assimilats a alguna de les esmentades ètnies.
El BNP considera que hi ha diferències biològiques racials que determinen en part el comportament i el caràcter dels individus de les diferents races, no obstant no considera als blancs com a superiors respecte d'altres grups ètnics. El partit considera que la preferència per membres del propi grup ètnic és un fenomen de la naturalesa humana.
Sota el lideratge de John Tyndall era obertament antisemita, però amb l'actual Nick Griffin és antislàmic, i no considera sikhs, jueus i hindus una amenaça, però no els consider ètnicament britànics. Ha estat tradicionalment menystingut, rebutjat i criminalitzat, injustament segons ells, pels altres partits, sobretot pels Conservadors de David Cameron.

## Història

### Orígens
El partit apareix amb aquest nom per primer cop durant la Segona Guerra Mundial per un grup procedent de la Unió Britànica de Feixistes (BUF), que més tard va prendre el nom d’Associació Nacional Anglesa. El 1960 es fundà un nou partit amb el mateix nom que es va integrar en el National Front. El 1970 Eddy Morrison intentà activar-lo a Leeds, però el deixà per a integrar-se en el National Front.
L'actual BNP fou creat el 1982 de la unió del New National Front, creat el 1980 per John Tyndall, i el Moviment Britànic de Ray Hill. Es presentà per primer cop a les eleccions de 1983, amb un missatge antinegre i antihomosexual, i obté 14.621 vots. Després de passar per dificultats financeres, el 1989 va establir el seu quarter general a Welling (Sud-oest de Londres), i en els barris baixos de Londres, on havia augmentat la immigració de Bangladesh, va quedar tercer amb el 20% dels vots a les eleccions locals de 1992, i el 1993 obté el primer representant local a Millwall, Derek Beackon. Això provocà manifestacions antifeixistes davant el seu local, la més gran el 16 d'octubre de 1992, amb 15.000 manifestants i que se saldà amb 19 policies ferits i 31 arrestats.

### Negacionisme i conflictes racials
El 1996 Nick Griffin, que havia ingressat al partit el 1995, va publicar The Rune, on feia negacionisme de l'holocaust i antisemitisme. El 2004 el líder juvenil Mark Collett fou gravat amb càmera oculta mostrant simpaties pel nazisme i a favor de l'holocaust, i es publicà a Channel 4. Fou obligat a dimitir, però reingressà més tard amb la condició que canviés els punts de vista. El 1999 Tyndall fou substituït per Griffin.

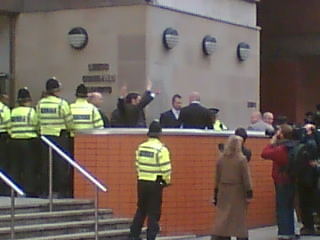
Judici contra Nick Griffin i Mark Collett a Leeds el 10 de novembre de 2006

El 2002 el BNP obtingué el 20% dels vots i 3 escons a les eleccions municipals de Burnley, on fou acusat d'explotar les tensions després de conflictes racials. A les eleccions locals de 2003 va guanyar 11 regidors. A les eleccions europees de 2004 va augmentar el seu vot però no va obtenir cap escó. El 2004 un documental de la BBC titulat The secret agent l'acusà d'antiislamista, i el 21 juliol 2005 Griffin fou jutjat d'incitar a l'odi racial a Leeds, però fou declarat no culpable. El setembre de 2007 The Daily Telegraph advertia que la web del BNP era una de les més visitades del Regne Unit. També van reproduir les vinyetes de Jyllands-Posten acompanyades de eslògans musulmans antibritànics.

### Darrers resultats electorals
A les eleccions locals de 2006 va augmentar la intenció de vot al BNP entre els blancs de classe treballadora, considerat pel Departament de Treball i de pensions com un vot de protesta contra l'actitud dels grans partits i contra els impostos locals. Fins aleshores només tenien 20 càrrecs locals, i passaren a 56, i foren el segon partit a Barking and Dagenham (Londres), on té 11 de 13 regidors. Va treure 3 regidors a Epping Forest, Stoke-on-Trent i Sandwell, 2 a Burnley i Kirkless i un a Bradford, Havering, Solihull, Redditch, Redbridge, Pendle i Leeds.
Malgrat l'èxit, el 2007 es produí una forta disputa interna que acabà amb la dimissió o expulsió de 60 càrrecs del partit, entre ells Mark Collett. La majoria qüestionaren el lideratge de Griffin, però el novembre de 2008 fou reescollit com a líder. A les eleccions a l'Assemblea Nacional de Gal·les de 2007 va obtenir el 9% a Wrexham i el 7% a Alyn i Deeside. El 2008 Richard Barnbrook va obtenir un seient a l'Assemblea de Gran Londres (5,3% vots).

#### Resultats a les eleccions generals
| Any  | Nombre de Candidats | Nombre de candidats | Percentatge de vot | Total vots | Canvi (percentatge) | Nombre vots per candidat |
| ---- | ------------------- | ------------------- | ------------------ | ---------- | ------------------- | ------------------------ |
| 1983 | 53                  | 0                   | 0.0                | 14,621     | N/A                 | 276                      |
| 1987 | 2                   | 0                   | 0.0                | 553        | 0.0                 | 277                      |
| 1992 | 13                  | 0                   | 0.1                | 7,631      | +0.1                | 587                      |
| 1997 | 56                  | 0                   | 0.1                | 35,832     | 0.0                 | 640                      |
| 2001 | 33                  | 0                   | 0.2                | 47,129     | +0.1                | 1428                     |
| 2005 | 119                 | 0                   | 0.7                | 192,746    | +0.5                | 1620                     |
| 2010 | 325                 | 0                   | 1.9                | 563,743    | +1.2                | 1735                     |

## Organitzacions filials del BNP
Grups lligats oficialment 
- Trafalgar Club, per a recollir diners i fer conferències i llibres
- BNP Ethnic Liason Committee, per a aplegar minories ètniques
- Great White Records, per a gravar discs amb música folk per a nens, escrites per Griffin i cantades per Lee Haggan
- Albion Life Insurance

## Relacions amb altres partits polítics
Ha col·laborat sovint amb el Front Nacional francès, i fins i tot Jean-Marie Le Pen els donà suport a les eleccions europees de 2004. També mantenen bones relacions amb el NPD alemany i Partit Nacional Democràtic suec. Manté bones relacions amb l'italià Roberto Fiore, i per això ha estat acusat de donar suport als Nuclis Armats revolucionaris.

## Organitzacions frontistes
- Civil Liberty
- Christian Council of Britain, per a defensar els valors cristians.